# 3150 Tosa
3150 Tosa eller 1983 CB är en asteroid i huvudbältet som upptäcktes den 11 februari 1983 av den japanska astronomen Tsutomu Seki vid Geisei-observatoriet. Den är uppkallad efter den tidigare japanska provinsen Tosa.
Asteroiden har en diameter på ungefär 33 kilometer och den tillhör asteroidgruppen Alauda.